# فاطمه صداقتی
فاطمه صداقتی (زادهٔ ۱۳۵۵ شهرستان مرند آذربایجان) از مجریان صدا و سیمای جمهوری اسلامی ایران است. او با «اجراء شاد و فوق‌العاده‌اش» معروف است.
او در سال ۱۳۷۵ همزمان با گشایش رادیو جوان، از سوی خواهرش حوریه صداقتی به رادیو جوان معرفی شد و پس از دادن آزمون، مورد توجه مدیران وقت رادیو جوان قرار گرفت. صداقتی با اجرای برنامهٔ «چهار راه جوانی» «خط آزاد» توانست توانایی‌هایش را نشان دهد و پس از آن به عنوان گویندهٔ ثابت شبکهٔ رادیویی جوان در اکثر برنامه‌ها حضور به هم برساند.
او در طی این سالها اجراء برنامه‌های متعددی همچون «جوان ایرانی سلام»، «یک صبح، یک سلام»، «جوانی آزاد» و… را بر دوش داشته است و جوایز زیادی نیز به عنوان مجری برتر رادیو جوان دریافت کرده است ازجمله شناخته شدن به عنوان مجری برتر رادیو جوان در نهمین جشنواره بین‌المللی رادیو جوان به خاطر اجراء برنامهٔ «جوانی آزاد». او در سال ۱۳۹۰ مجری اختتامیهٔ جشنوارهٔ جوانه بوده است.»